# IC 739
IC 739 — галактика типу SBab у сузір'ї Лев.
Цей об'єкт міститься в оригінальній редакції індексного каталогу.